# Улица Тоонела
Улица То́онела, также То́онела-те́э (эст. Toonela tee) — улица в Таллине, столице Эстонии.

## География
Пролегает в микрорайоне Юхкентали городского района Кесклинн. Начинается от улицы Фильтри, заканчивается тупиком возле Сизелинна. 
Протяжённость — 218 м.

## История и застройка
Названия улицы в письменных источниках разных лет:
- 1882, 1907, 1942 годы — нем. Steinstraße;
- 1885, 1908, 1938 годы — эст. Roosi tee;
- 1907, 1916 годы — Розенская улица.

13 июня 1958 года улица получила своё современное название.
В средние века в районе современной улицы Тоонела протекала река Хярьяпеа. 
Застройка улицы относится к кладбищенскому комплексу Сизелинна:
- Toonela tee 3 — ворота-часовня кладбища Вана-Каарли, построены в 1893 году,  памятник архитектуры[6];
- Toonela tee 5 — контора кладбища Сизелинна;
- Toonela tee 7 — кладбище Сизелинна,  исторический памятник[7]
  - Ритуальный дом кладбища Сизелинна. Построен в 2021 году[8]. Расположенный в нём новый церемониальный зал вмещает почти 100 человек[9][10].

Общественный транспорт по улице не курсирует.

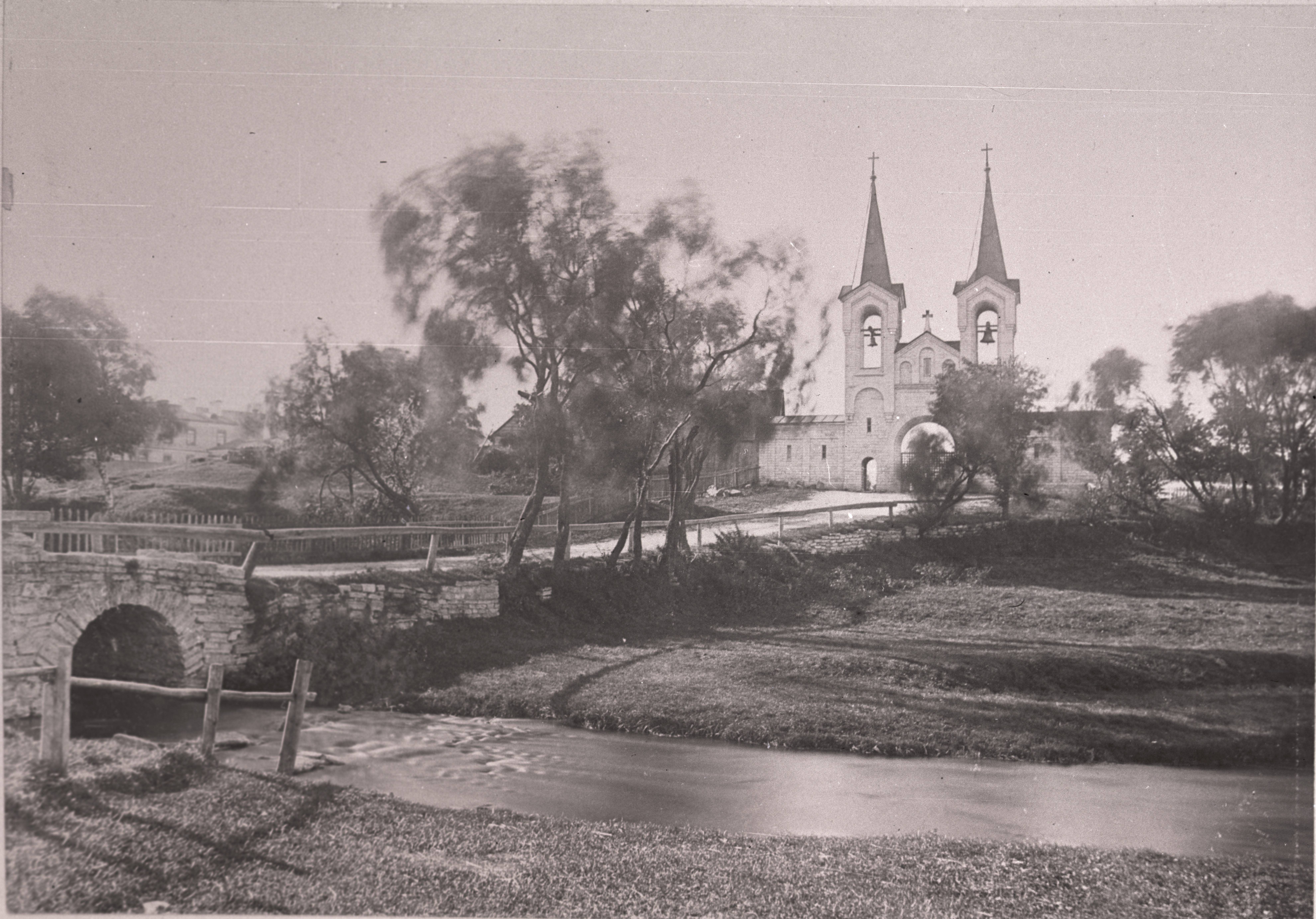
Мост через реку Хярьяпеа и ворота-часовня кладбища Вана-Каарли, 1889 год
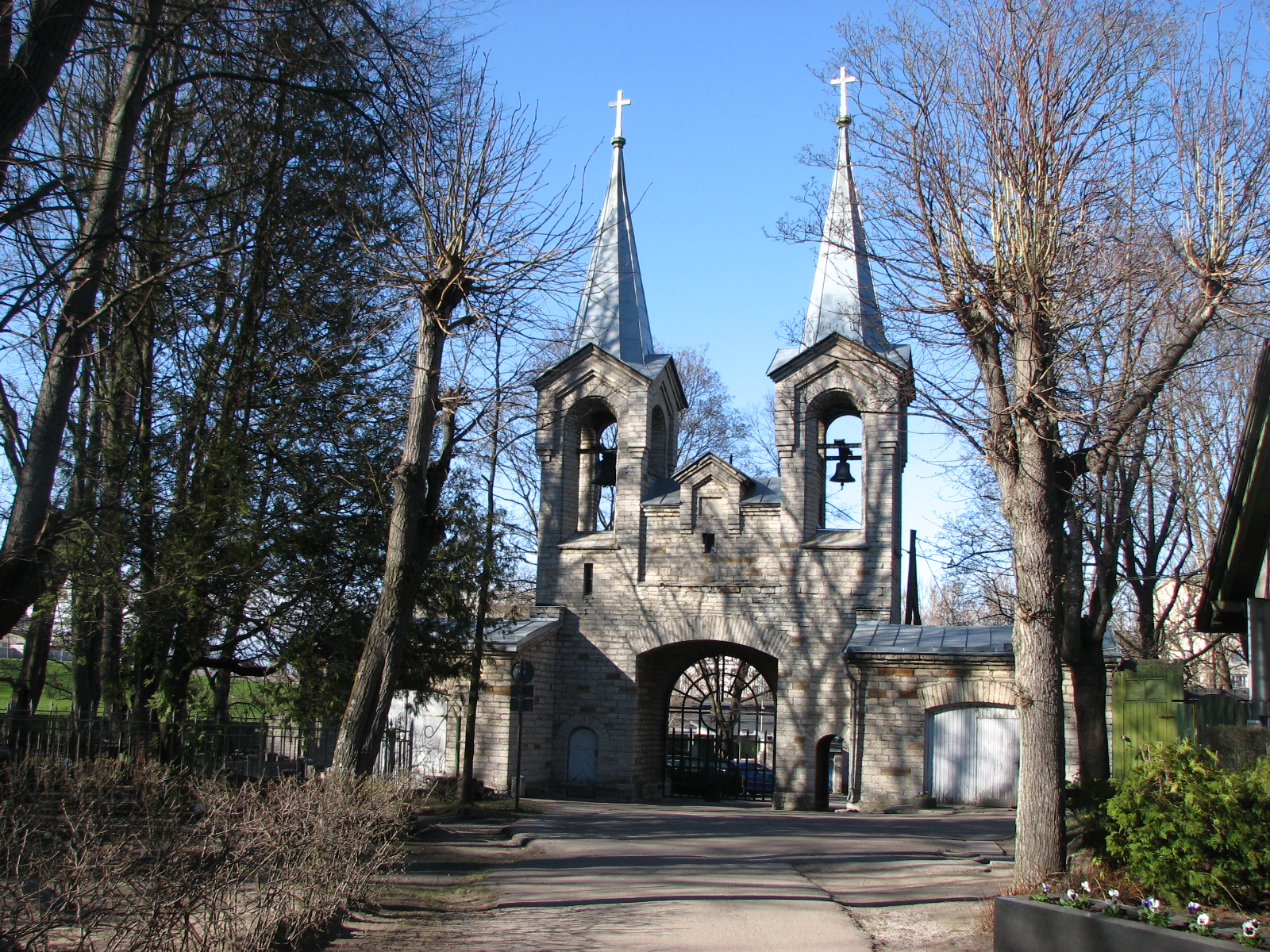
Ворота-часовня кладбища Вана-Каарли, 2011 год
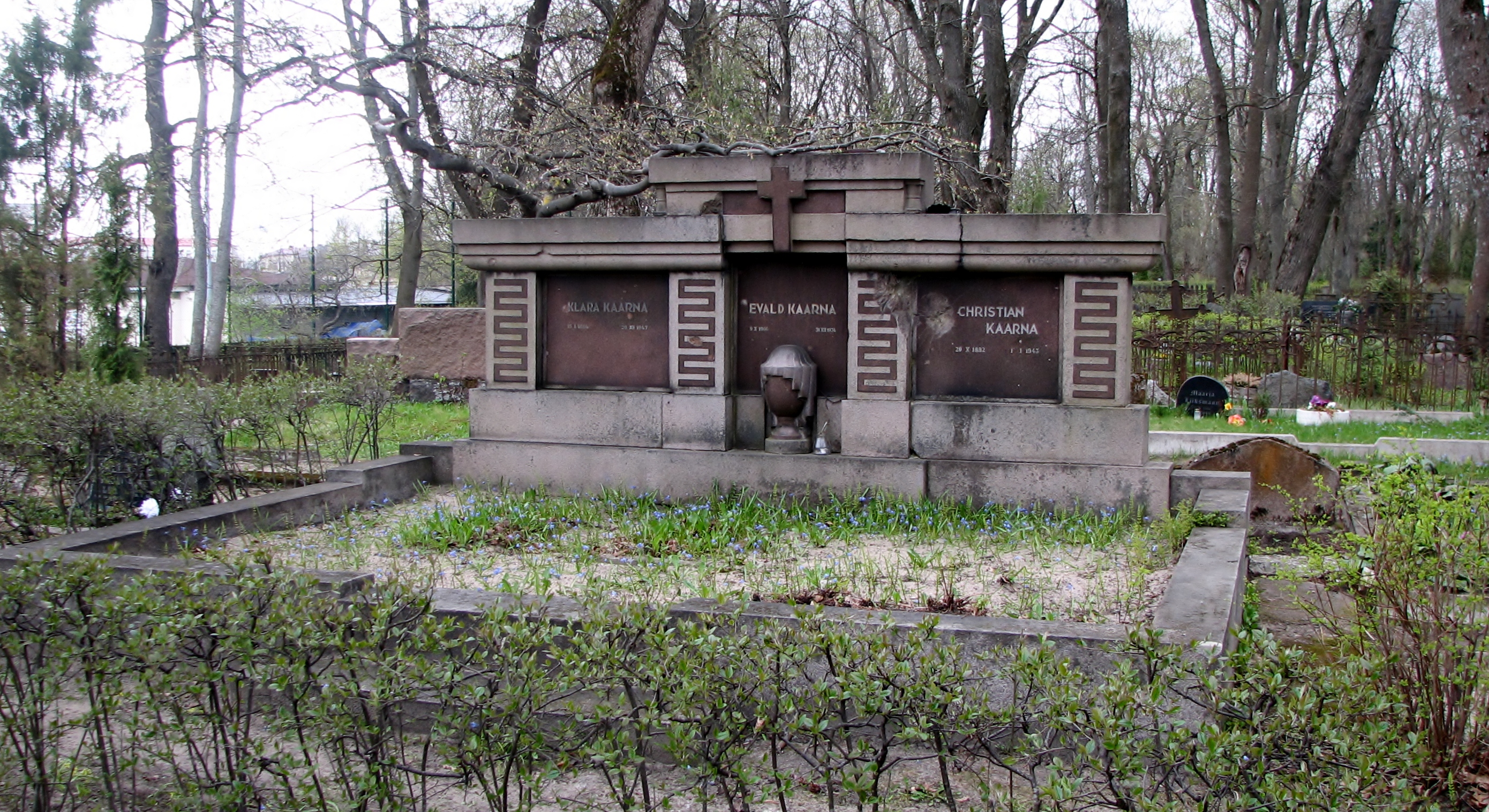
Кладбище Вана-Каарли
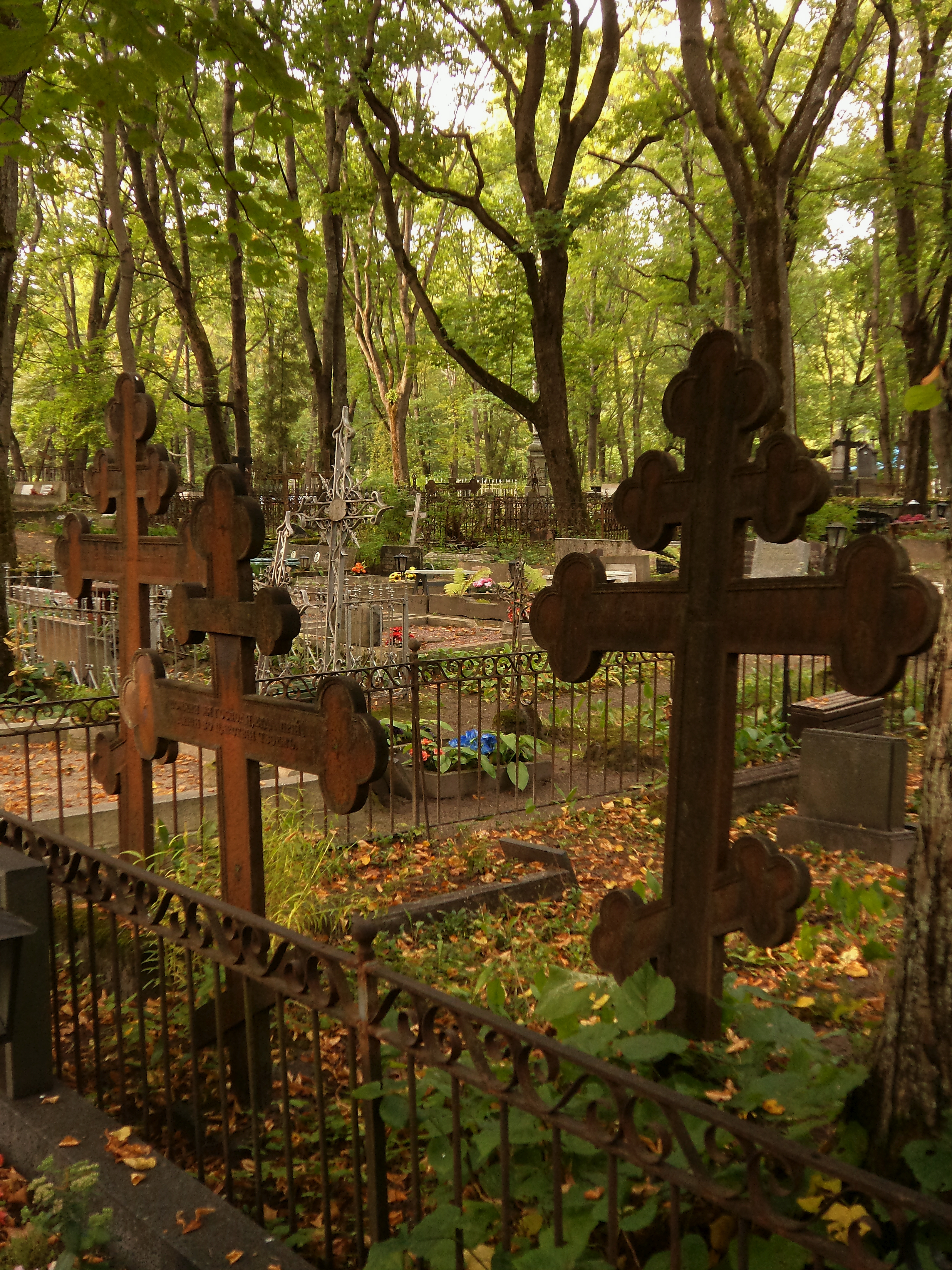
Александро-Невское кладбище, 2014 год
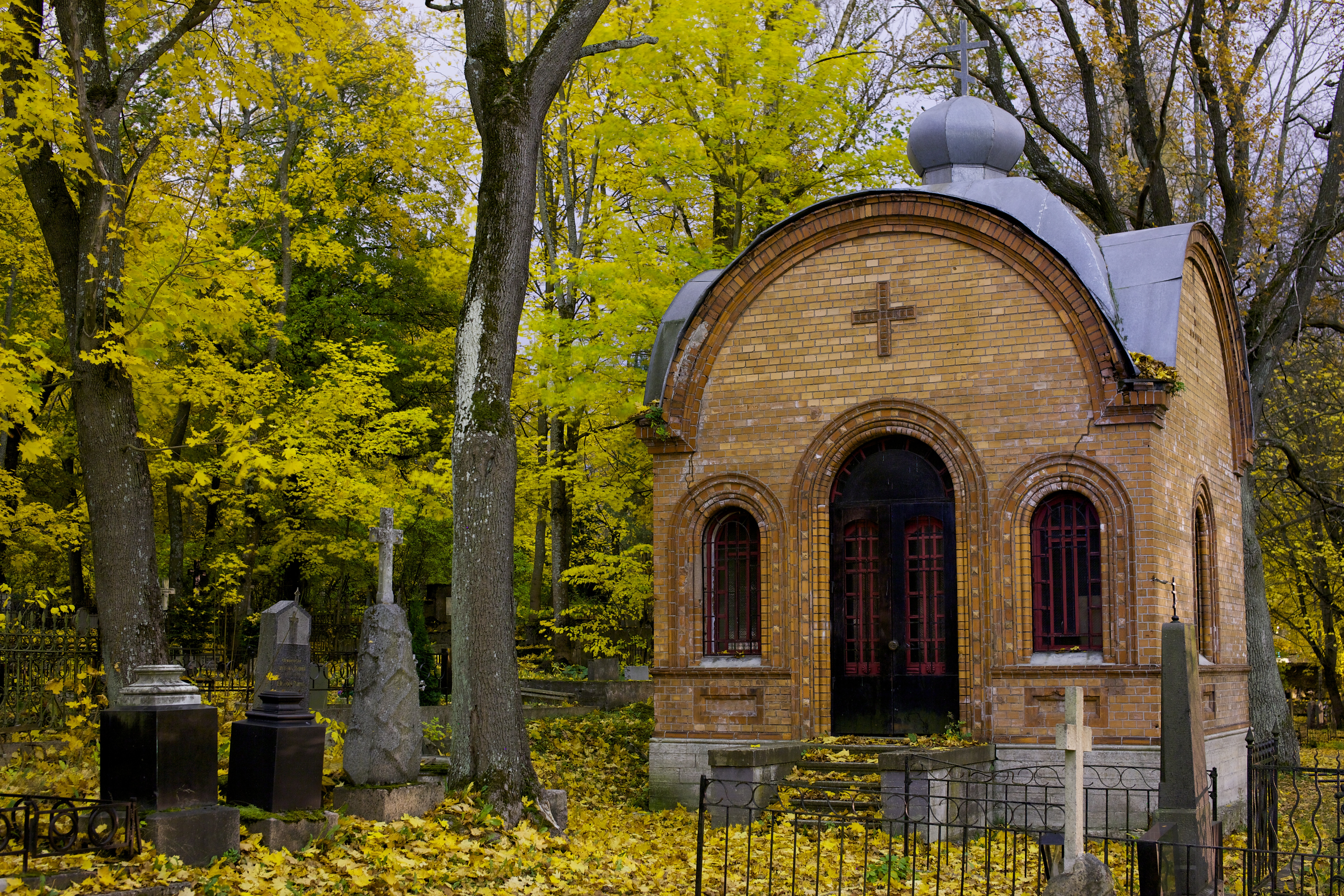
«Красная» часовня на кладбище Сизелинна,  памятник архитектуры